# ویشنیه
ویشنیه (به مجاری:  Visnye) یک منطقهٔ مسکونی در مجارستان است که در ناحیه کاپوشوار واقع شده‌است. ویشنیه ۲۴٫۳۸ کیلومتر مربع مساحت و ۲۳۸ نفر جمعیت دارد.